# Бернецо
Бернецо (итал. Bernezzo) је насеље у Италији у округу Кунео, региону Пијемонт.
Према процени из 2011. у насељу је живело 1656 становника. Насеље се налази на надморској висини од 574 м.

## Становништво
| 1931. | 1936. | 1951. | 1961. | 1971. | 1981. | 1991. | 2001. | 2011. |
| ----- | ----- | ----- | ----- | ----- | ----- | ----- | ----- | ----- |
| 2.543 | 2.470 | 2.360 | 2.019 | 1.895 | 2.108 | 2.554 | 3.009 | 3.785 |